# Leucolophus gajoensis
Leucolophus gajoensis är en måreväxtart som beskrevs av Cornelis Eliza Bertus Bremekamp. Leucolophus gajoensis ingår i släktet Leucolophus och familjen måreväxter. Inga underarter finns listade i Catalogue of Life.